# 桃園7歲女童遭撞致死案
桃園7歲女童殺害事件是2016年4月28日在桃園市的一家夜市旁發生的事故，女毒販丁易津和劉芊輝為躲避警察攔檢，造成7歲賴姓女童死亡。

## 案情
當天下午4時許，丁易津(22歲)和劉芊輝(22歲)駕著汽車行經中正路時，遇到桃園市政府警察局保安警察大隊攔檢，由於他們車上有剛買的K他命，又因為心虛，丁易津完全不管後面的行人，高速往後倒退，撞死當時幫忙母親收攤的賴姓女童後逃逸。

2016年4月30日，警察將兩人逮補到案，並於隔天凌晨1點開庭。

## 起訴與審判

### 起訴
2016年7月12日，臺灣桃園地方法院檢察署依殺人罪起訴丁易津和劉芊輝。

### 審判
2017年4月27日，臺灣桃園地方法院依成年人故意對兒童犯殺人罪判處丁易津16年有期徒刑，持奪公權7年；劉芊輝也依故意對兒童犯傷害致死罪判處9年徒刑，褫奪公權4年。

2017年12月5日，臺灣高等法院撤銷原判決，丁易津依舊判處16年有期徒刑，持奪公權7年；劉芊輝改依成年人故意對兒童犯殺人罪判處14年有期徒刑，褫奪公權5年。
2018年3月8日，臺灣最高法院駁回上訴，全案定讞。